# Hani’u
Hani’u (nabatäisch hn’w) war ein nabatäischer Steinmetz, der in der Mitte des ersten Jahrhunderts n. Chr. in der arabischen Stadt Hegra tätig war.
Er wird inschriftlich auf zwei Fassaden von Gräbern in Hegra als verantwortlicher Steinmetz genannt. Nach den Inschriften wurden die Gräber während der Regierungszeit des nabatäischen Königs Malichus II. geschaffen, das erste 48/49 und das zweite 50/51 n. Chr. Bei den Gräbern handelt es sich um sogenannte Treppengräber, welche der häufigste Typ von Gräbern in Hegra sind. Bei dem zweiten Grab werden als Steinmetze noch Abd’obodat und Afsa genannt, Hani’u wird deshalb als Mitglied der Werkstatt Abd’obodats angesehen. 
Sein Name findet sich darüber hinaus auf zwei Graffito in Hegra, in denen er als Architekt bezeichnet wird.